# 刘广运
刘广运（1932年3月5日—），笔名林墨人，男，江苏铜山人，中华人民共和国政治人物，曾任中华人民共和国林业部副部长，第八、九届全国政协委员。